# Рутцен, Александр Николаевич
Александр Николаевич фон Рутцен (1858 — 1933) — инженер, депутат Государственной думы I созыва от Курской губернии.

## Биография
Сын Николая Карловича фон Рутцена (1826—1880), происходившего из старинного остзейского дворянского рода, и Аграфены Алексеевны (урожденной Емельяновой) (1837—1923). В 1879 окончил Императорское Московское техническое училище. Инженер-механик, инспектор пароходных котлов, служил в Министерстве путей сообщения. Товарищ председателя Лиги образования в Санкт-Петербурге. С 1882 почётный мировой судья. С 1892 до 1897 председатель Фатежской уездной земской управы, уездный и губернский гласный. По некоторым данным был и председателем Льговской управы, а губернским гласным был избран от Корочанского уезда. С 1893 по 1896 гг. был избран предводителем дворянства Льговского уезда.
Сотрудничал в газетах «Русские ведомости», «Северный край», журнале «Русская мысль». Член кружка «Беседа», «Союза освобождения», «Союза земцев-конституционалистов». 10 марта 1904 г. избран предводителем общественной организации от Исполнительной Комиссии Главного Управления Красного Креста, организованной земствами и действовавшей на фронтах русско-японской войны. Принадлежал к Партии народной свободы с момента её основания. Член Курского губернского комитета партии. Земле- и заводовладелец.
26 марта 1906 избран в Государственную думу I созыва от общего состав выборщиков Курского губернского избирательного собрания. Входил в Конституционно-демократическую фракцию. Член аграрной и финансовой комиссий. Подписал законопроекты «О гражданском равенстве» и «Об изменении статей 55—57 Учреждения Государственной Думы». Выступал в прениях по вопросам о неприкосновенности личности, Наказу, о продовольственной помощи населению.
10 июля 1906 года в г. Выборге подписал "Выборгское воззвание" и осужден по ст. 129, ч. 1, п. п. 51 и 3 Уголовного Уложения, приговорен к 3 месяцам тюрьмы и лишен права быть избранным. Исключен из Курского дворянского собрания.
В октябре 1907 избран в ЦК кадетской партии (вновь избранных вместе с ним двое — А. И. Шингарёв и О. Я. Пергамент). На правах члена ЦК участвовал в заседаниях кадетской фракции во Государственной Думе II созыва. Возглавил подкомиссию по пересмотру положения о земских учреждениях в рамках комиссии фракции для окончательной разработки реформы местного самоуправления под председательством Д. И. Шаховского.
Председатель Петербургского городского комитета Конституционно-демократической партии (до августа 1909). В 1916 г. председатель Лондонской комиссии Земского союза.
На 9-м съезде партии кадетов (23—28 июля 1917) выдвинут в депутаты Учредительного собрания. В предвыборный период в Учредительном собрании состоял членом Временного Совета Российской республики.
В 1920 г. переехал в Воронеж, где жил в профессорском доме СХИ.
С 1920—1933 г. — преподаватель строительного и дорожного дела, доцент, профессор Воронежского сельскохозяйственного института, в 1920 — заведующий кафедрой теоретической и прикладной механики.
В 1920-е состоял заведующим техническим отделом Воронежского губернского СНХ, принимал активное участие в организации мелиоративных работ в губернии, по этому роду деятельности сотрудничал с Андреем Платоновым.

## Семья

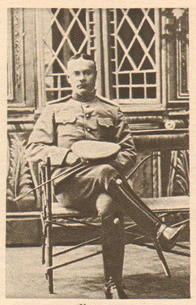
Корнет Николай фон Рутцен

- Жена — Софья Ипполитовна (урождённая Дмитриева-Мамонова) (1858[2]—1929)
  - Сыновья:

Николай, корнет 18-го гусарского Нежинского полка, погиб 8 августа 1914 года под Каменка-Струмиловой в Первую мировую войну.
Александр (1892, Курская обл., Фатежский р-н, с. Алисово (Покровское) — 16 сентября 1938), выпускник Тенишевского училища (1910), с 1928 руководитель плановой комиссии Центрально-Чернозёмной области, с 1934 старший экономист Харьковской проектной конторы Наркомата путей сообщения СССР, на момент ареста со службы уволен, (адрес в Москве: ул. Машкова, д. 10, кв. 15) арестован 23 мая 1938, Осуждён 16 сентября 1938 Военной коллегией Верховного суда СССР по обвинению в шпионаже. Расстрелян в тот же день. Похоронен на полигоне Коммунарка в Московская области. Реабилитирован в июле 1957 года Военной Коллегией Верховного Суда СССР.
- Сестры и брат:

Ольга (?—1929) — замужем за В. Е. Якушкиным.
Варвара (1863 — 31 января 1948) — соосновательница первой Женской Учительской школы в г. Курске, преподаватель математики в начальных школах, исследовательница курского и орловского песенного фольклора.
Людмила (1865—1946) — соосновательница и директор первой Женской Учительской школы в г. Курске, преподаватель русского языка в начальных школах, активная участница женского движения в России.
Пётр (1869—1922).

## Известные сочинения
- Рутцен А. Н. Винная монополия. // Вопросы государственного хозяйства и бюджетного права. Вып. 1 / Васильев А. В., Мигулин П. П., Рутцен А. Н., Струве П. Б., Фёдоров М. П., Фридман М. И., Яснопольский Л. Н. – С.-Пб.: Тип. т-ва "Обществ. польза", 1907. С. 189–232.
- фон Рутцен А. Н. Законодательные предположения партии народной свободы в области равноправия. // Труды Первого Всероссийского женского съезда (10-16 декабря 1908 года, г. Санкт-Петербург)